# Federico Tonetti

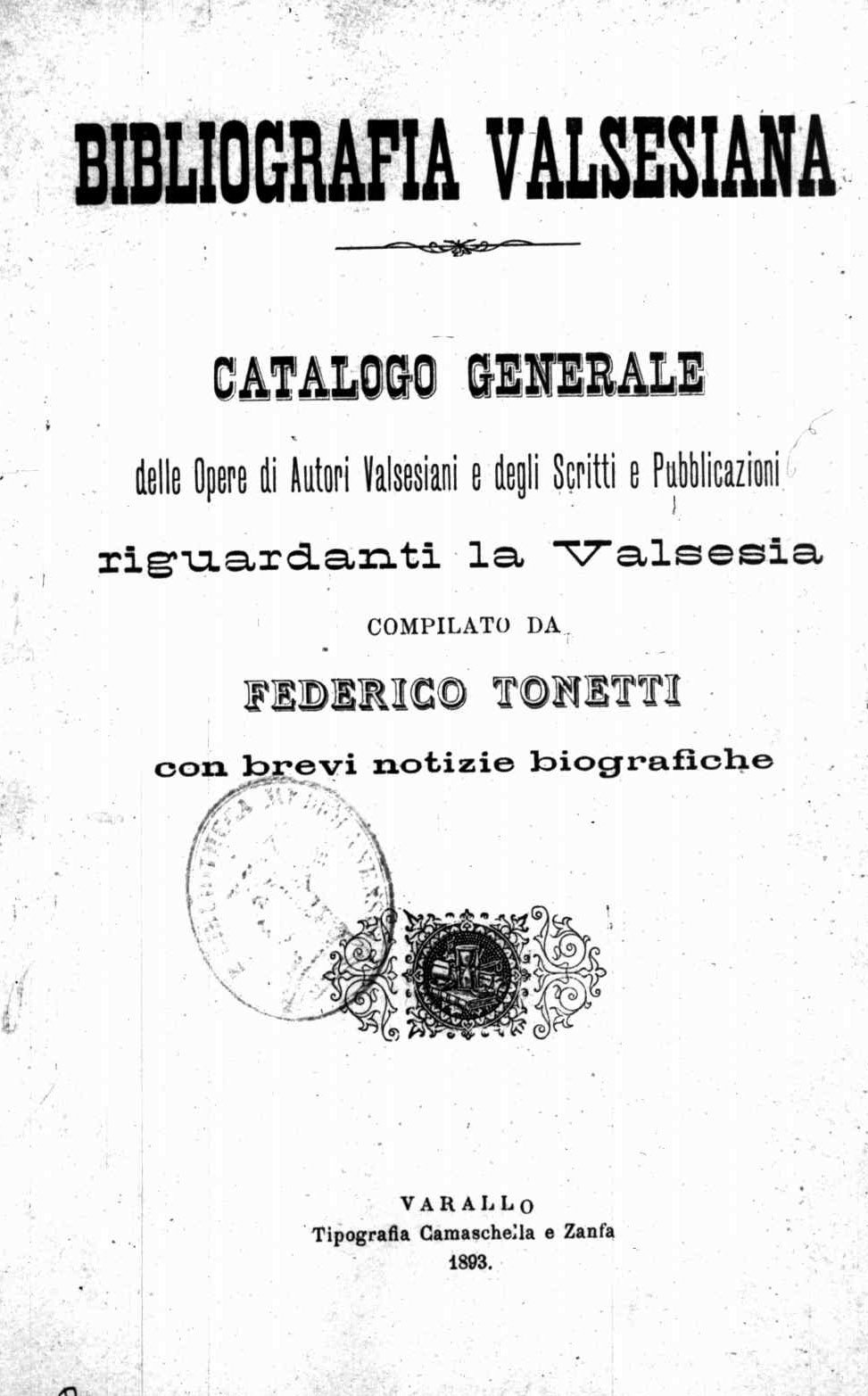
Bibliografia Valsesiana, 1893

Federico Tonetti (Varallo Sesia, 30 marzo 1845 – 24 dicembre 1911) è stato uno storico italiano, autore di importanti pubblicazioni sulla storia della Valsesia e sul dialetto valsesiano.

## Opere
- Storia della Vallesesia e dell'alto Novarese, Varallo, Tip. F.lli Colleoni, 1875.
- Le famiglie valsesiane. Notizie storiche, Varallo, Tip. F.lli Colleoni, 1883.
- Museo storico ed artistico valsesiano, Varallo, Camaschella, 1883.
- Albero o genealogia delle principali famiglie di Varallo e della Valsesia con l'elenco generale delle medesime e notizie sulla vita degli uomini che si distinsero nelle arti, nelle scienze, nelle lettere o per opere di beneficenza, Varallo, Camaschella, 1885.
- Guida illustrata della Valsesia e del Monte Rosa, Varallo, Camaschella e Zanfa, 1891.
- Bibliografia Valsesiana: catalogo generale delle opere di autori valsesiani e degli scritti e pubblicazioni riguardanti la Valsesia, Varallo, Camaschella e Zanfa, 1893.
- Dizionario del dialetto valsesiano: preceduto da un saggio di grammatica e contenente oltre seimila vocaboli, frasi, motti, sentenze e proverbi, Varallo, Tip. Camaschella e Zanfa, 1894.
- La Valsesia descritta ed illustrata nei principali fatti ed avvenimenti della sua storia, Varallo, Zanfa, 1911.